# Titin

Stavba sarkomery staženého a relaxovaného svalu: titin je vyznačen

Titin (jméno souvisí s bájnými Titány), též konektin, je obrovský elastický protein nacházející se v sarkomeře v příčně pruhované svalovině, který díky své délce sahá od Z-disku až k myosinové oblasti uprostřed sarkomery. Je to zřejmě nejdelší lidský protein: je vytvářen jako jediný polypeptid, který má u člověka délku 34 350 aminokyselin a má molekulární hmotnost asi 3 700 kDa (někdy se uvádí 3 816 188,13). Výroba titinu na ribozomu zabere neuvěřitelné 2–3 hodiny (u běžných bílkovin to je otázka několika minut). Sumární vzorec titinu by byl C169 723H270 464N45 688O52 243S912. Na délku má asi 1,2 mikrometru, tedy řádově stejně jako například buňka bakterií.
Titin je lineární fibrilární protein, v němž se každých asi 100 aminokyselin střídají dva sekvenční motivy: jeden připomíná fibronektinovou doménu III. typu, druhý je velmi podobný C2 doméně typické pro imunoglobulinovou superrodinu. U C-terminu je navíc doména připomínající proteinkinázy. Funkce titinu se dá přirovnat k „molekulární pružině“. Titin má tendenci stahovat sval a vytváří pasivní odpor protahujícímu se svalovému vláknu. Reaguje na to rozvolněním svých stavebních jednotek, což však snižuje jeho entropii a zvyšuje odpor k roztahování svalu. To hraje důležitou roli při svalovém stahu, kdy je nutno vyvinout sílu ale zároveň zajistit myosinovou oblast stále uprostřed sarkomery.
Pokud bychom chemický strukturní název (IUPAC) titinu považovali za slovo, zřejmě by to bylo vůbec nejdelší známé slovo (má 189 819 písmen).